# Fritsla IF

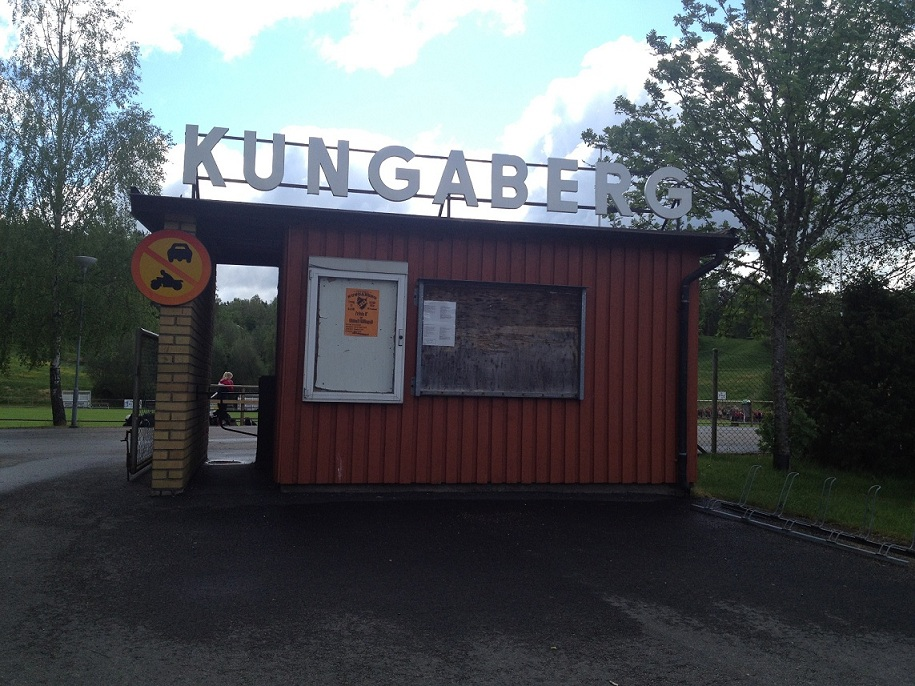
Kungaberg

Fritsla IF är en idrottsförening i Fritsla bildad den 20 maj 1920. Föreningen har för tillfället sektioner inom fotboll och innebandy.  Fritsla IF har på fotbollssidan ett A-lag, samt flera ungdomslag. A-laget ligger för närvarande i division 5 (år 2020). På innebandysidan har klubben ett A-lag vilket som bäst spelat i division 2, men numer huserar i division 3 (2019-2020).

## Historia
I Fritsla fanns redan under 1900-talets begynnelse ett flertal fotbollsklubbar. Fritsla Bollklubb, Kronan, Kamraterna och Stjärnan slogs snart ihop under det gemensamma namnet Stjärnan, vilken dock lades ned 1913. 1920 bildades istället Fritsla Idrottsförening. De återkommande derbyna mot "tvillingklubben" Kinna IF, där tåget stannade vid dåvarande matchplan Häggåplan för att släppa av publik, och vinster mot bygdens stora klubb IF Elfsborg, var länge omtalade i samhället och bidrog till det ökade fotbollsintresset i häradet. Flera framgångsrika spelare har spelat med den "brandgula" tröjan, och bland dessa kan nämnas Ragnar "Raggen" Lennartsson, Arne Andersson, Åke Andersson, och Yngve Brodd. Anders Bernmar spelade också i föreningen i slutet av 40-talet. När "systerklubben" Kinna IF gick upp i näst högsta serien i början av 50-talet, samtidigt som FIF misslyckades med samma mål, var föreningens mest framgångsrika period över.
Fritsla IF:s tillvaro under 1900-talet senare hälft och början av 2000-talet var långt ifrån föreningens forna glans. Föreningen spelade inte mindre än 29 år i rad i seriesystemets lägsta serie, division 6, innan man slutligen lyckades vinna denna serie 2015. Detta gjorde man inför 500 åskådare hemma på Kungaberg i en avgörande match mot Hajoms IF.
Fritsla IF har tidigare haft allmän idrott, bandy, cykel, ping-pong, brottning och längdskidåkning på programmet. Bland friidrottarna kan nämnas Alfons Holmgren ("Fritsla-Holmgren"), som vann Dicksonpokalen och SM för IF Elfsborg på 1500 meter 1932 och 1933. Hugo Tegstedt hoppade 193 cm i höjdhopp 1935, vilket var näst bästa resultat i landet och ett europeiskt toppresultat.
Föreningen är idag den äldsta fotbollsklubben i Marks kommun.